# Lalmonirhat (distrikt)
Lalmonirhat (engelska: Lalmonirhat District) är ett distrikt i Bangladesh.   Det ligger i provinsen Rangpur, i den norra delen av landet, 280 km norr om huvudstaden Dhaka. Antalet invånare är 1 256 099.